# أيمن أبو الشعر
أيمن أبو الشعر شاعر سوري معاصر ولد في دمشق عام 1946. تلقى تعليمه في دمشق ونال الدكتوراة في الآداب من معهد الاستشراق التابع لأكاديمية العلوم السوفييتية العليا.
عمل في مجال الترجمة الأدبية في موسكو لصالح دار التقدم ودار رادوغا، كما عمل في المجال الإعلامي في الصحافة المطبوعة والمرئية والمسموعة قرابة أربعة عقود. وهو إلى جانب كونه إعلاميا، مسرحي وقاص ومترجم.

## لمحة إضافية

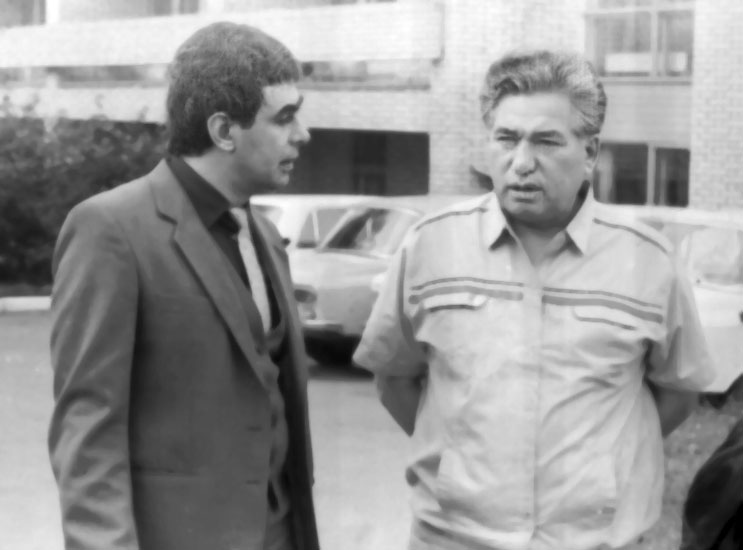
الدكتور أيمن أبو الشعر مع الروائي العالمي الراحل جنكيز أيتماتوف

للشاعر أكثر من ثلاثين مؤلفاً في مجالات الشعر والمسرح والدراسات والترجمة.
ترجمت مختارات من أشعاره إلى عدد من اللغات الحية بما في ذلك اللغة الروسية التي صدر له بها مجموعة شعرية بعنوان صوت الحياة (Голос Жизни) عن دار البرافدا، وكذلك قصة القمر المغرور للأطفال (Солнце, Луна и Тьма кромешная) عن دار أدب الأطفال العالمي في موسكو.
عمل لسنوات مدرساً للغة العربية وآدابها... انتشرت قصائده بشكل خاص عبر أشرطة التسجيل لأمسياته الجماهيرية المتميزة حيث يعتبر من أشهر الشعراء الجماهيريين تواصلاً مع عشاق الشعر بشكل مباشر رغم قلة حضوره الإعلامي في المؤسسات الصحافية الرسمية، وقد انتشرت قصائده عبر هذه الأشرطة وطبع منها في الصحافة مع عبارة «نقلاً عن شريط كاسيت» وصدرت بعض مؤلفاته منقولة من هذه الأشرطة في بعض البلدان العربية بما في ذلك داخل الأرض المحتلة كديوانه الصدى الذي طبع في عكا عن دار أبي رحمون قبل سنوات عديدة.
كان الشاعر أيمن أبو الشعر من أوائل الذين بدأوا بالأغنية السياسية وأسس فرقة «اسبارتاكوس» وكتب عنها في إحدى مقالاته في صحيفة تشرين السورية حيث لحن وأدى بما في ذلك مع عدد من الأصوات مجموعة من الأناشيد والأغاني والقصائد. وهناك تسجيلات عديدة لنتاج هذه الفرقة الموسيقية وللشاعر ضاع معظمها للأسف. وقد جرت محاولة لاغتياله أمام الجماهير في إحدى أمسياته في مدرج جامعة دمشق عام 1975 وسجلت المحاولة من مجهولين.
أقام نشاطات أدبية عديدة في معظم جمهوريات الاتحاد السوفييتي نشأت خلالها صداقات بينه وبين بعض أشهر الأدباء العالميين كالشاعر رسول حمزاتوف والروائي جينكيز أيتماتوف وقد أصدر عن ذكرياته معهما كتابين أحدهما عن وزارة الثقافة في دمشق والآخر عن اتحاد الكتاب العرب في دمشق أيضا.

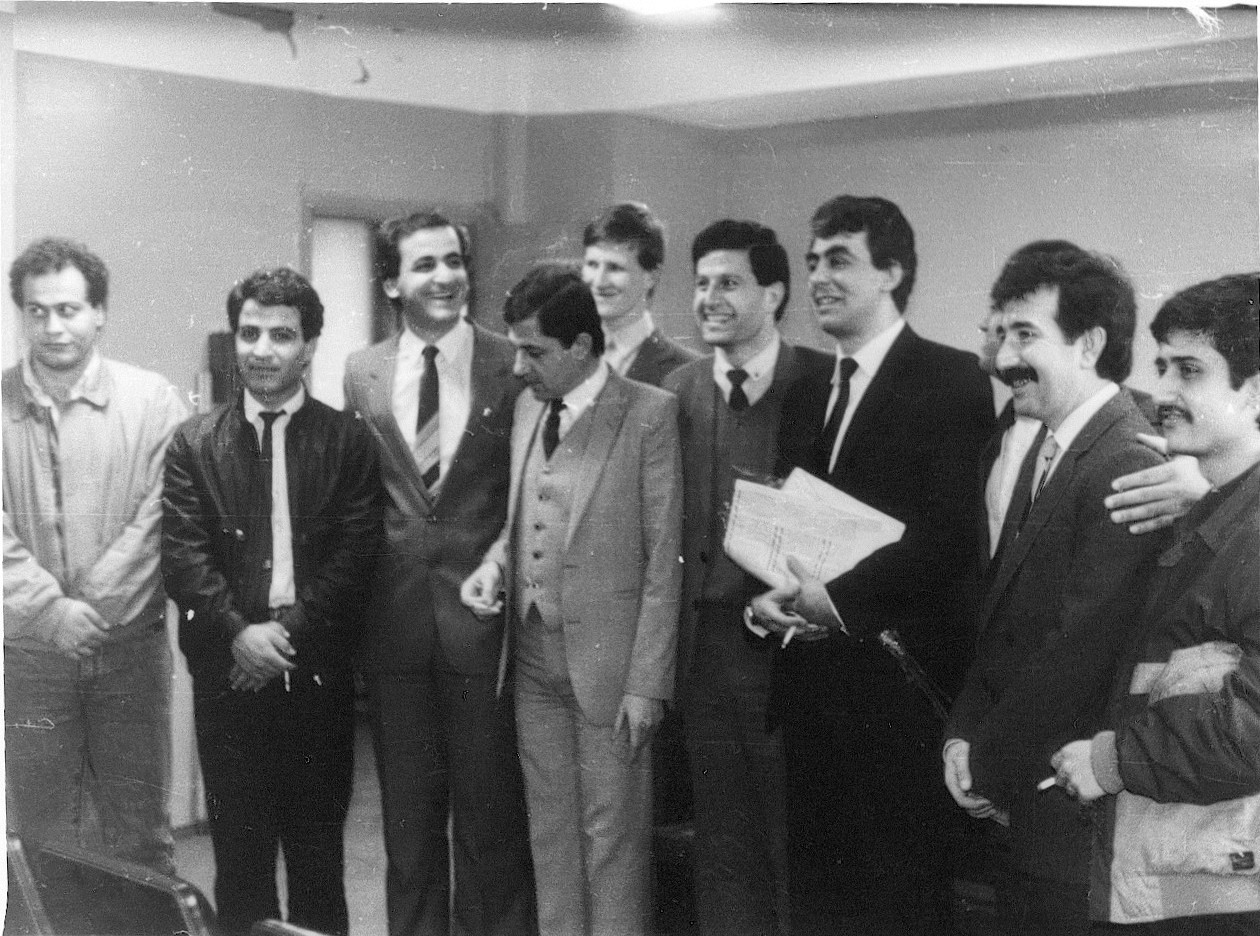
الشاعرأيمن أبو الشعر بعد أمسية قديمة

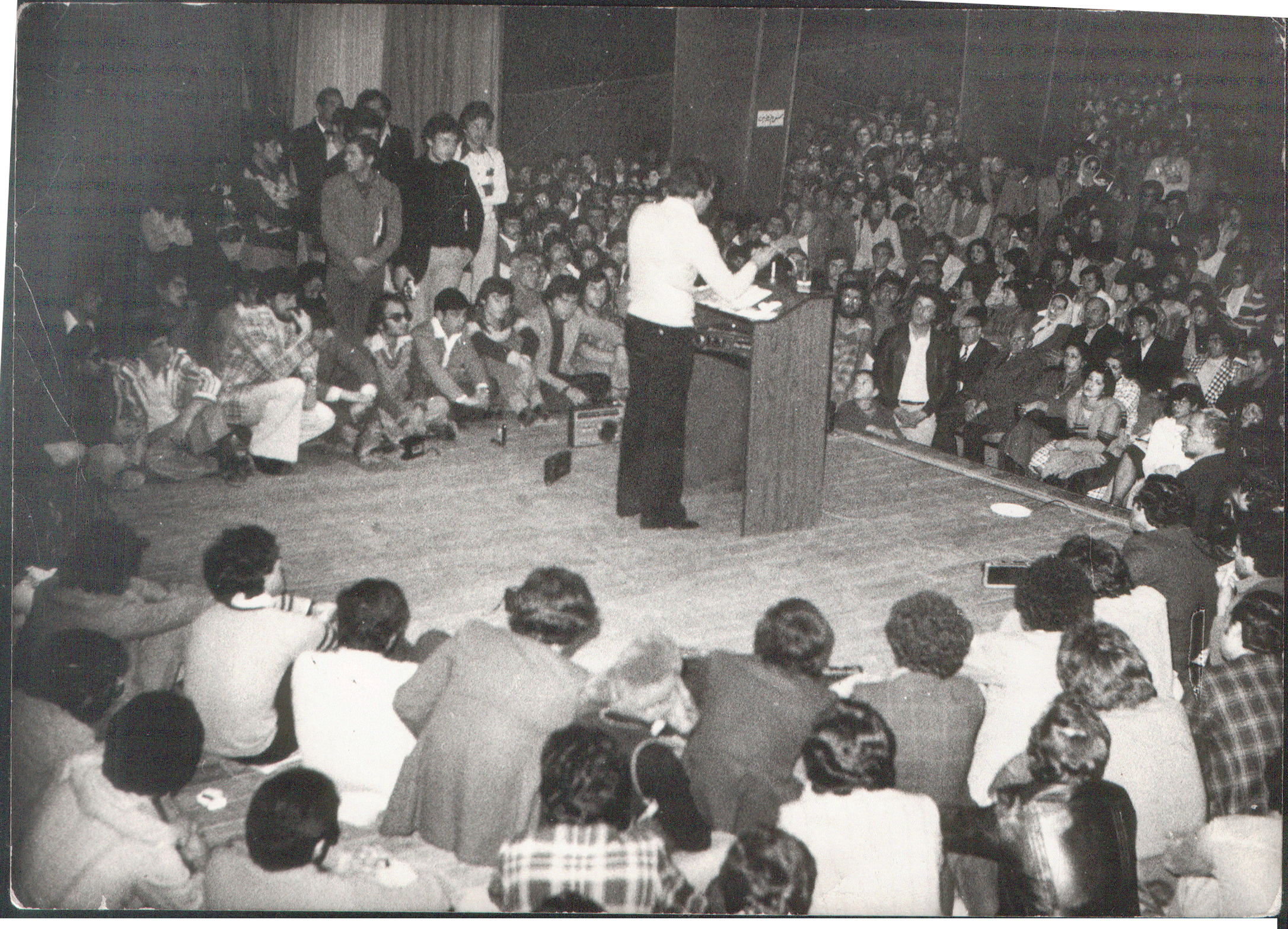
صورة فريدة للشاعر أيمن أبو الشعر حيث ضاقت القاعة الضخمة عن استيعاب جمهوره

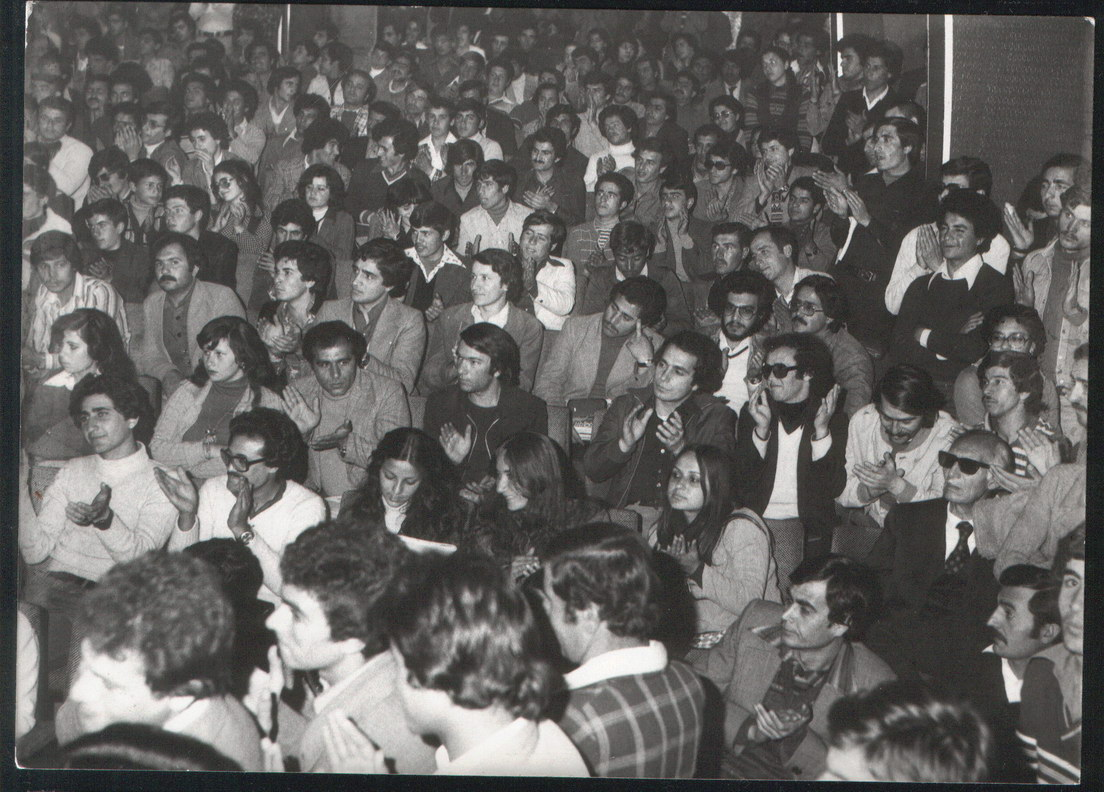
جانب من جمهور إحدى أمسيات الشاعر أيمن أبو الشعر في دمشق

1. ↑  "عن الشاعر – موقع الشاعر أيمن أبو الشعر". مؤرشف من الأصل في 2012-11-22. اطلع عليه بتاريخ 2024-10-01.
2. ↑  "أيمن أبو شعر". اتحاد الكتاب العرب في سورية. 31 أكتوبر 2021. مؤرشف من الأصل في 2024-02-24. اطلع عليه بتاريخ 2024-10-01.
3. ↑  "أيمن أبو الشعر - Poet أيمن أبو الشعر Poems". Poem Hunter (بالإنجليزية الأمريكية). Archived from the original on 2014-02-07. Retrieved 2024-10-01.
4. ↑  "(إذاعة سبوتنك) الدولية تجري حواراً مع الشاعر أيمن أبو الشعر". النور. مؤرشف من الأصل في 2025-03-13. اطلع عليه بتاريخ 2023-04-03.
5. ↑  "الشاعر أيمن أبو الشعر يوقع كتابه عن الأديب العالمي جينكيز أيتماتوف في دمشق". روسيا اليوم. 22.10.2024. {{استشهاد ويب}}: تحقق من التاريخ في: |تاريخ= (مساعدة)صيانة الاستشهاد: url-status (link)

## مؤلفاته
1. خواطر من الشرق - شعر- دمشق 1971.
2. صندوق الدنيا - شعر- دمشق 1972.
3. بطاقات تبرير للحب الضائع- شعر- دمشق 1974.
4. طلقات شعرية- شعر - حلب 1979.
5. الحب في طريق المجرة- شعر- حلب 1979.
6. الصدى
7. الحلم في الزنزانة رقم سبعة
8. انتخار الدلفين
9. الثلاثيات
10. الحزن الالق وصلاة العاشق
11. عصفور محكوم ٌ بالإعدام
12. المجد للصمود
13. ما الذي قالته في الليل الفراشة
14. سلاما مواعيد قلبي دمشق
15. تغريبة أهل الشام
16. أنطولوجيا الشعر السوفييتي - المجلد الأول الشعر الروسي
17. مسرحية الأرنب الذئبي
18. مسرحية رجل الثلج (Снежный Человек) باللغة الروسية
19. مسرحية رجل الثلج باللغة العربية
20. مسرحية الملك والشاعر
21. مسرحية محاكمة المواطن (س)
22. مسرحية رسائل عشق
23. صوت الحياة- مجموعة شعرية بالروسية (Голос Жизни)
24. القمر المغرور
25. القمر المغرور - بالروسية
26. قلبي يبحث عن نبضه - مجموعة شعرية بالروسية
27. الأخوة والأخوات (ترجمة)
28. دراسات في تاريخ الثقافة العربية في القرون الوسطى (ترجمة)
29. مختارات من روائع القصة الروسية
30. حمزاتوف بين جبال داغستان وساحة العاصي
31. مع الكاتب العالمي جينكيز أيتماتوف
32. يوميات عاشق - مجموعة قصصية
33. تراب الوطن - مجموعة قصصية

## وصلات خارجية
- الموقع الرسمي
- بعض قصائد الشاعر أيمن أبو الشعر من أصدقاء الشاعر بعد أخذ الإذن منه
- Айман Абу шаар

قائمة شعراء العربية